# Дейвідас Чеснаускіс
Дейвідас Чеснаускіс (лит. Deividas Česnauskis, нар. 30 червня 1981, Куршенай) — литовський футболіст, півзахисник клубу «Тракай». Старший брат іншого гравця збірної Литви Едгараса Чеснаускіса.

## Клубна кар'єра
У дорослому футболі дебютував 1997 року виступами за команду клубу «Екранас», в якій провів три сезони, взявши участь у 66 матчах чемпіонату.
Своєю грою за цю команду привернув увагу представників тренерського штабу клубу «Динамо» (Москва), до складу якого приєднався 2000 року. Відіграв за московських динамівців наступні три сезони своєї ігрової кар'єри. Більшість часу, проведеного у складі московського «Динамо», був основним гравцем команди, зігравши 69 матчів, в яких забив 5 м'ячів.
2004 року на правах вільного агента перейшов в інший московський клуб «Локомотив», але не зміг закріпитися в складі, і незабаром повернувся на батьківщину в ФБК «Каунас».
На початку 2005 року уклав контракт з клубом «Хартс», у складі якого провів наступні чотири з половиною роки своєї кар'єри гравця. 2006 року разом з командою виграв кубок Шотландії, зігравши в тому числі і у фінальному матчі проти «Гретни» (1:1, 4:3 пен).
Влітку 2009 року перебрався до Греції, де провів по сезону у командах «Ерготеліс» та «Аріс».
8 липня 2011 перейшов в азербайджанський «Баку», підписавши з клубом дворічну угоду. В першому ж сезоні допоміг команді виграти національний кубок, зігравши повний фінальний матч проти «Нефтчі» (2:0). Всього за три сезони встиг відіграти за команду з Баку 57 матчів в національному чемпіонаті.
Влітку 2014 року повернувся на батьківщину, підписавши контракт з «Тракаєм».

## Виступи за збірну
2001 року дебютував в офіційних матчах у складі національної збірної Литви. Наразі провів у формі головної команди країни 56 матчів, забивши 4 голи.

## Досягнення
- Володар Кубка Шотландії: 2005-06
- Володар Кубка Азербайджану: 2011-12